# Avenida Chapultepec (Guadalajara)

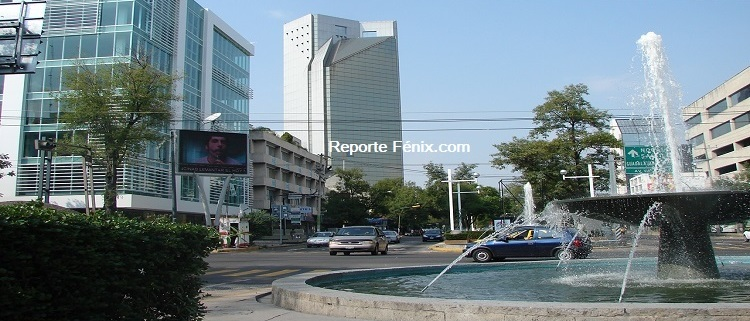
Avenida Chapultepec cruce Avenida Vallarta 2013.jpg Centro.

La Avenida Chapultepec es una avenida ubicada en el centro-este de la ciudad mexicana de Guadalajara en Jalisco. Es una de las avenidas más icónicas y culturales de la ciudad, además de que a lo largo de la misma también se realizan eventos musicales y marchas locales.

## Comercios que abarca
- En esta avenida se encuentran muchos restaurantes de todo tipo de comida y bares para disfrutar en familia y con amigos.
- Se encuentran también algunos edificios bancarios como BBVA, Banorte, HSBC y Sura.
- Cada fin de semana y entre semana a lo largo de la avenida hay varios puestos de artesanías, bazares, colecciones y decoraciones para poder adquirir.[3]
- Durante el siglo pasado esta avenida tenía muchas fincas y mansiones en la misma que tuvieron que ser demolidas por cuestiones gubernamentales.[4]

## Puntos de interés
- Glorieta de los Niños Héroes o (Glorieta de las y los desaparecidos)[5]
- Avenida Vallarta
- Torre Chapultepec